# صابر (شماخی)
صابر (به ترکی آذربایجانی: Sabir) یک منطقه مسکونی در جمهوری آذربایجان است که در شهرستان شماخی واقع شده است. صابر ۴۰۵۵ نفر جمعیت دارد.